# Jura (wyspa)
Jura (gael. Diùra) – wyspa w Hebrydach Wewnętrznych w Szkocji, położona na północny wschód od wyspy Islay.

## Geografia
Z obszarem 142 mil kwadratowych, Jura jest podobnej wielkości co Islay, ale znacznie rzadziej zaludniona (180 mieszkańców). Największym osiedlem jest położone na wschodnim wybrzeżu Craighouse. Znajduje się tam gorzelnia, produkująca whisky Isle of Jura. We wsi znajduje się również jedyny hotel, pub, sklep i kościół na Jurze.
Mały prom samochodowy kursuje pomiędzy Port Askaig na Islay i Feolin Ferry na Jurze. Z Feolin wzdłuż południowego i wschodniego wybrzeża wyspy przebiega pojedyncza ulica, która na północ od Craighouse prowadzi do Lagg, Tarbert, Ardlussa i dalej. Prywatna droga łączy koniec ulicy z północnym krańcem wyspy.
Wyspę dominują trzy strome, stożkowate góry w jej zachodniej części – wysokie na 762 m Paps of Jura. Zachodni brzeg wyspy nie jest obecnie zamieszkany, ale znajdują się tam plaże.
Na końcu drogi jest Barnhill, dom George Orwella, w którym zakończył on książkę Tysiąc dziewięćset osiemdziesiąt cztery.
Pomiędzy północnym krańcem Jury a wyspą Scarba znajduje się Zatoka Corryvreckan, gdzie wir morski uniemożliwia w pewnych fazach pływu żeglugę.
Wyspa ma dużą populację jeleni. Uważa się, że nazwa „Jura” pochodzi od hjörtr, co w staronordyckim oznaczało jelenia.

## Paps of Jura

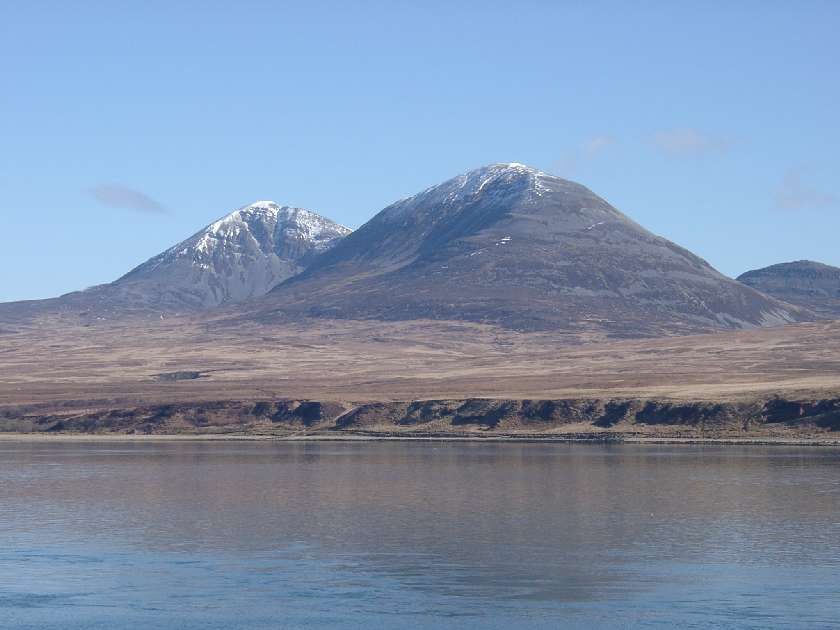
Dwa ze szczytów Paps of Jura widziane z wyspy Islay.

Paps of Jura to stożkowate, kwarcytowe góry, wznoszące się nad południową częścią wyspy. Najwyższe z nich to:
- Beinn an Òir (gael.: złota góra), wysoka na 785 metrów, jest najwyższa.

- Beinn Shiantaidh (gael.: święta góra) ma 757 metrów.

- Beinn a’ Chaolais (gael.: dźwięcząca góra) ma 734 metrów.

Paps of Jura dominują krajobraz regionu i są widoczne z Mull of Kintyre (najbardziej na południowy zachód wysunięty punkt Szkocji, z latarnią morską), a przy dobrej pogodzie także z wyspy Skye i Irlandii Północnej.

## Kultura
Jak większość wysp z pasma Hebrydów, Jura posiada swoje własne, autochtoniczne gaelickie tradycje poezji i śpiewu.
Na północnym krańcu wyspy, parę mil za utwardzoną drogą, znajduje się Barnhill, samotny dom, gdzie pisarz George Orwell spędził większość ze swych ostatnich trzech lat życia. Orwell był znany wśród mieszkańców wyspy pod swym prawdziwym nazwiskiem – Eric Blair. To tu właśnie, na przełomie lat 1947–1948, ciężko chory na gruźlicę, ukończył swoje największe dzieło Rok 1984.
Wyspa Jura najbardziej znana jest chyba z wydarzenia, które miało tu miejsce 23 sierpnia 1994. Wtedy to Bill Drummond wraz z Jimmym Cautym, znani bardziej jako grupa muzyczna KLF, nagrali K Foundation Burn a Million Quid – godzinny film, w którym palą 1 milion funtów szterlingów w banknotach. Do zdarzenia doszło w garażu jachtowym w Ardfin na południowym wybrzeżu wyspy.